# Gaspare Celio
Gaspare Celio (Roma, 1571 – Roma, 24 novembre 1640) è stato un pittore italiano.

## Biografia
Lavorò quasi sempre nella sua città natale, ad eccezione di un breve soggiorno a Parma (1602-1604), al servizio di Ranuccio Farnese.
La prima attività pittorica dell'artista si svolse per un certo tempo in stretto contatto con il gesuita Giuseppe Valeriano, sotto la cui direzione decorò, nel 1596 circa, la Cappella della Passione a Roma. Tra gli altri dipinti che si conservano nell'Urbe sono: la Madonna col Bambino, già in Santa Maria del Carmine, il Passaggio del Mar Rosso (1607) e, a palazzo Mattei, la Caduta dei Giganti.

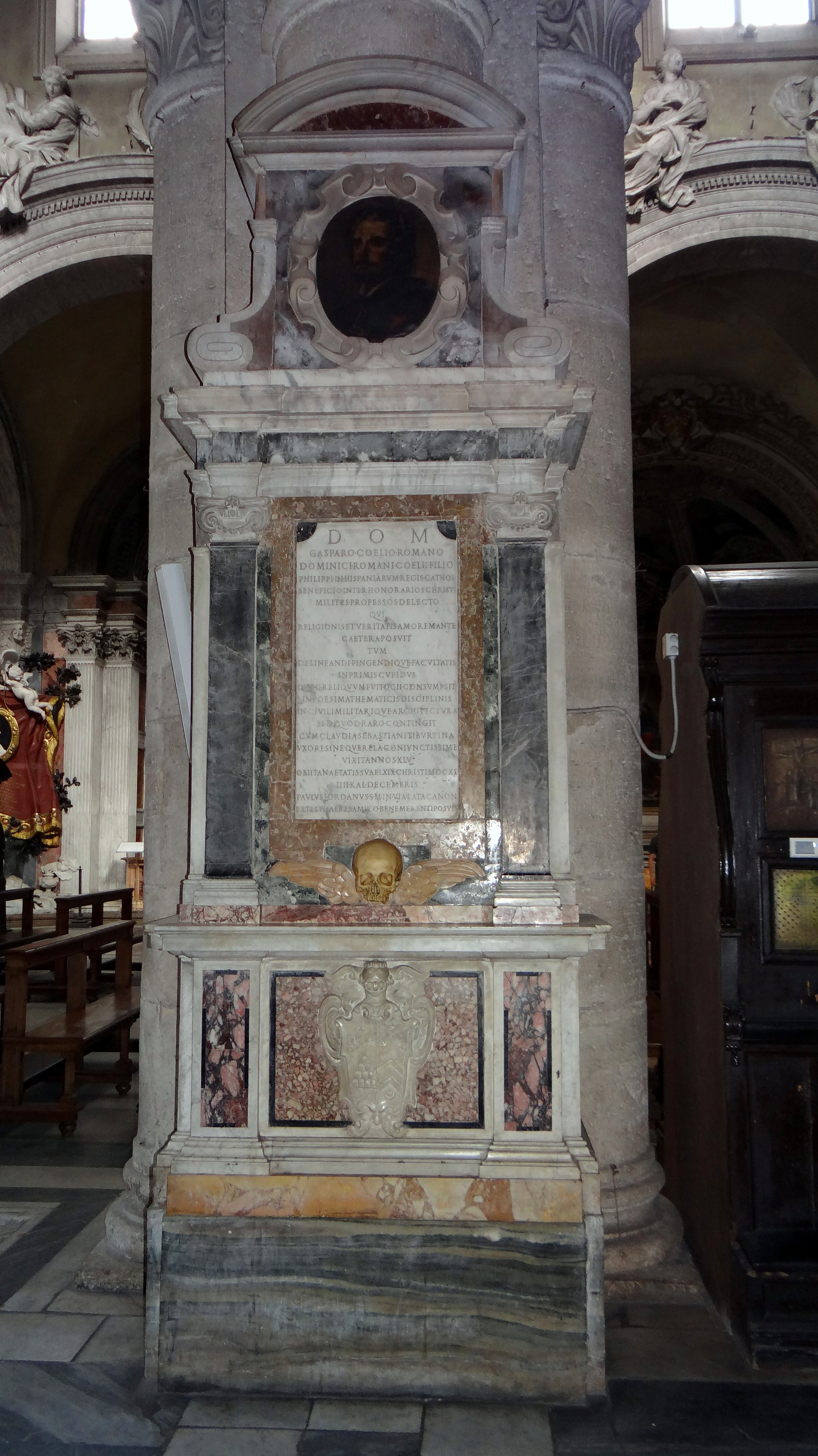
Monumento funebre di Celio in Santa Maria del Popolo a Roma

Intorno al 1605 dipinse per Giulio Cesare Gonzaga, principe di Bozzolo, la pala d'altare intitolata Crocefissione con san Francesco e Giulio Cesare Gonzaga I Principe di Bozzolo, custodita nella chiesa palatina di San Francesco a Bozzolo.
Nel 1609 fu principe dell'Accademia di San Luca.
Nel 1613 fu eletto cavaliere dell'Abito di Cristo di Portogallo, defraudando di ciò il suo Maestro Orazio Borgianni che ne morì dal dolore. Rimase di ciò molto amareggiato il viceré di Napoli e l'Ambasciatore spagnolo a Roma Francesco di Castro. Notizie di ciò si trovano negli scritti di Giovanni Baglione, di Stefano Bottari e negli archivi di Stato di Roma.
Entro il 1620 scrisse la Memoria delli nomi dell'artefici delle pitture, che sono in alcune chiese, facciate e palazzi di Roma, una prima guida di Roma, costituita da un semplice repertorio di dipinti, e in parte sculture, in special modo di artisti manieristi, a partire dalla generazione di Francesco Salviati e di Daniele da Volterra; mentre tutto ciò che esula da questo indirizzo artistico viene trattato in forma sommaria o taciuto. L'opera venne pubblicata però solo nel 1638 a Napoli dallo stampatore Scipione Bonino che ne affidò l'aggiornamento all'erudito medico romano Vannini.
Un'altra sua opera, il Compendio delle Vite di Vasari con alcune altre aggiunte, rimasta a lungo manoscritta e ignorata, fu riscoperta nel XXI secolo e pubblicata nel 2021.
Gaspare Celio venne sepolto a Roma nella Basilica di Santa Maria del Popolo, dove è visibile il suo monumento funebre.

## Scritti
- Memoria delli nomi dell'artefici delle pitture, che sono in alcune chiese, facciate e palazzi di Roma, Milano, Electa, 1967
- Riccardo Gandolfi, Le Vite degli artisti di Gaspare Celio. « Compendio delle Vite di Vasari con alcune altre aggiunte », Firenze, Leo S. Olschki, 2021 ISBN 9788822267023